# Lolland-Falster Alliancen
Lolland-Falster Alliancen (LFA) (indtil 2006 kendt under navnet Nykøbing Falster Alliancen (NFA), ofte blot omtalt som Alliancen) var i perioden 1994-2013 en fælles overbygning mellem Nykøbing Falsters to fodboldklubber B.1901 og B.1921. Overbygningen blev dannet 1. januar 1994 i en erkendelse af, at det var nødvendigt at samle kræfterne for at kunne gøre sig gældende i dansk professionel divisionsfodbold. I 2013 gik de to moderklubber skridtet videre og fusionerede helt, hvorved Nykøbing FC blev skabt som en ny fodboldklub, der forenede såvel B.1901 som B.1921 og Lolland-Falster Alliancen.

## Baggrund
Siden 1921 havde der været to fodboldklubber i Nykøbing, der begge i mange år spillede i Danmarksturneringen. B.1901 var den største og havde i sine første leveår været et af provinsens stærkeste fodboldhold, der vandt DBU's Provinsmesterskab  syv gange, senere nåede to pokalfinaler og spillede i landets bedste række (den daværende 1. division) indtil 1982. B.1921 var den evige rival, der som regel var lillebroren, men selv oplevede 22 sæsoner i Danmarksturneringen i fodbold i perioden 1933-1988.
Efter indførelsen af professionel fodbold i Danmark i 1977 sakkede de to Nykøbingklubber imidlertid bagud, da de ikke havde et bagland med den samme økonomiske styrke som mange andre danske klubber. B.1901 tumlede ned igennem rækkerne, rykkede ud af Danmarksturneringen og endte i Lolland-Falsterserien, hvilket førte til, at B.1921 en kort overgang var den bedst placerede Nykøbingklub.

## Historie
Nedturen for klubberne førte til forslag om at danne en fælles overbygning mellem de to klubber, sådan at klubbernes førstehold blev lagt sammen. Spillertruppen i B.1921 skrev et åbent brev, hvor de anbefalede ideen. Den daværende borgmester i Nykøbing Poul-Henrik Pedersen støttede også aktivt tanken, og 23. august 1993 blev det ved en afstemning, der fandt sted på det symbolsk neutrale tidspunkt kl. 19.11 blev det besluttet at oprette overbygningen Nykøbing Falster Alliancen for førsteholdene. De to moderklubber fortsatte som selvstændige klubber med  øvrige hold, eget ungdomsarbejde osv.
Nykøbing Falster Alliancen blev officielt oprettet 1. januar 1995 med Poul-Henrik Pedersen som formand. I 2002 blev posten overtaget af viceborgmester Bent Jørgensen, men efter en kort periode vendte Poul-Henrik Pedersen tilbage som formand indtil 2009 hvor han blev afløst af Nykøbing FC's senere direktør Axel Castenschiold. 1. januar 2006 skiftede man navn til Lolland-Falster Alliancen.
Alliancen havde skiftende sportslig succes og spillede i sin levetid både i Danmarksserien , 2. division og 1. division i flere omgange. Der var dog stadig mistro mellem personer fra de to moderklubber. I 2010 trak B.1901 sig fra Alliancen, der dermed kun bestod af spillere fra B.1921. Samtidig foregik der ad flere omgange forhandlinger om at forene de to klubber helt igennem, og i sommeren 2013 blev det en realitet, da Nykøbing FC så dagens lys den 1. juli som en fusion af såvel B.1901 og B.1921 som Lolland-Falster Alliancen.

## Resultater
Klubben spillede i Danmarksturneringen i 15 sæsoner. I efteråret 1995 var holdet rykket op i 2. division, men måtte i foråret 1999 igen rykke ned i Danmarksserien. Efter sæsonen 2002-03 nåede NFA igen op i 2. division, og året efter avancerede det videre til 1. division, hvor det spillede i alt fem sæsoner (2003-06 og 2007-09).
I sin sidste sæson inden etableringen af Nykøbing FC (2012-13) endte LFA på en tiendeplads i 2. division.
| N. | Række                           | Nr.       | Statistik        | Topscorer                         | Bem.                                                           |
| 3 | 2. division Øst 2012/13         | 10. plads | 30-10-6-14 48-59 | i/t                               | Sidste sæson som LFA                                           |
| 3 | 2. division Vest 2011/12        | 9. plads  | 30-10-8-12 47-58 | i/t                               |                                                                |
| 3 | 2. division Øst 2010/11         | 4. plads  | 30-14-11-5 56-25 | i/t                               |                                                                |
| 3 | 2. division Øst 2009/10         | 11. plads | 30-9-8-13 47-27  | i/t                               |                                                                |
| 2 | 1. division 2008/09             | 14. plads | 30-4-3-23 25-66  | Karsten Jensen, 4 mål             | Nedrykning                                                     |
| 2 | 1. division 2007/08             | 12. plads | 30-8-9-13 28-41  | Martin Junior Christensen, 11 mål |                                                                |
| 3 | 2. division Øst 2006/07         | 1. plads  | 26-17-4-5 60-32  | i/t                               | Oprykning                                                      |
| 2 | 1. division 2005/06             | 14. plads | 30-9-7-14 51-53  | Anders Kruse, 11 mål              | Nedrykning. Navn fra 1. januar 2006: Lolland-Falster Alliancen |
| 2 | 1. division 2004/05             | 10. plads | 30-10-6-14 50-59 | Martin Lohse, 18 mål              |                                                                |
| 2 | 1. division 2003/04             | 8. plads  | 30-13-4-13 46-51 | Martin Lohse, 10 mål              |                                                                |
| 2 | 2. division 2002/03             | 2. plads  | 30-21-2-7 85-34  | Martin Lohse, 23 mål              | Oprykning                                                      |
| 2 | Danmarksserien, pulje 1 2001/02 | 1. plads  | 30-22-5-3 89-35  | i/t                               | Oprykning                                                      |
| 2 | Danmarksserien, pulje 1 2000/01 | 2. plads  | 30-17-6-7 86-49  | i/t                               |                                                                |
| i/t | ukendt 1999/2000                | i/t       | i/t              | i/t                               | Oprykning                                                      |
| i/t | ukendt 1998/99                  | i/t       | i/t              | i/t                               |                                                                |
| 3 | 2. division 1997/98             | 13. plads | 30-12-11-7 70-56 | i/t                               | Nedrykning                                                     |
| 3 | 2. division 1997f               | 6. plads  | 14-4-2-8 25-37   | i/t                               |                                                                |
| 3 | 2. division 1996e               | 6. plads  | 14-4-3-7 24-33   | i/t                               |                                                                |
| 3 | 2. division 1996f               | 6. plads  | 14-4-2-8 16-21   | i/t                               |                                                                |
| 3 | 2. division 1995e               | 6. plads  | 14-5-3-6 32-36   | i/t                               |                                                                |
| i/t | ukendt 1994/95                  | i/t       | i/t              | i/t                               | Navn: Nykøbing Falster Alliancen                               |
| i/t: Ikke tilgængelig, N.: Rækkens niveau i den pågældende sæson, Nr.: Slutplacering, Bem.: Bemærkning(er) |                                 |           |                  |                                   |                                                                |

## Kendte spillere
Claus Jensen, der senere blev både udlandsprofessionel i England, landsholdsspiller med 47 landsholdskampe for Danmark og medejer og manager i Nykøbing FC, startede sin seniorkarriere i Nykøbing Falster Alliancen, som han var med til at sparke tilbage i 2. division i 1995. Andre spillere i Alliancen har været Esben Hansen, Lars Pleidrup, Søren Christensen, Kim Christensen, Christian Pihl Pedersen og Jonas Kamper.
Carsten Broe var træner for Alliancen 2000-2006.